# Hanne Landgraf
Hanne Landgraf (* 14. Oktober 1914 in Karlsruhe, geboren als Hanne Siebert; † 19. Januar 2005 ebenda) war eine Politikerin und ist Ehrenbürgerin der Stadt Karlsruhe.

## Biografie

### Politik
Landgraf trat 1946 in die SPD ein und gehörte von 1953 bis 1969 dem Karlsruher Stadtrat, von 1966 bis 1976 dem Landtag von Baden-Württemberg an. 1968–70 war sie die einzige Frau im Landtag. Lebenslang zeigte sie großes Engagement und Sachverstand für karitative und politische Aufgaben, kämpfte für soziale Gerechtigkeit und blieb dabei bescheiden.
Sie war in vielen Vereinen aktiv: Vorsitzende des Müttergenesungswerkes, 83 Mitgliedsjahre und Ehrenmitglied im Sportverein FSSV Karlsruhe e.V., den sie 1945 mit ihrem Vater Karl Siebert aufbaute und wo sie lange Jahre Kinderturnwartin war. Auch der freireligiösen Gemeinde gehörte sie an.
Ebenso hat die Karlsruher Arbeiterwohlfahrt (AWO) ihr vieles zu verdanken. So zählte sie 1946 gemeinsam mit Vater Karl zu den Neugründern des Verbandes. Sie war lange Jahre Vorsitzende in Karlsruhe und stellvertretende Vorsitzende im Bezirksverband Baden.
Hanne Landgraf war mit Rolf Landgraf verheiratet, den sie beim Postsportverein Karlsruhe kennenlernte.

### Ehrungen, Auszeichnungen
- Sie erhielt das Verdienstkreuz am Bande der Bundesrepublik Deutschland.
- 1976 wurde sie mit dem Verdienstkreuz 1. Klasse der Bundesrepublik Deutschland ausgezeichnet.
- 1980 wurde ihr die Verdienstmedaille des Landes Baden-Württemberg verliehen.
- Seit 1993 ist sie Ehrenbürgerin der Stadt Karlsruhe
- Sie erhielt die goldene Vereinsehrennadel des FSSV Karlsruhe und die goldene Verdienstplakette des Badischen Turnerbundes
- Die Marie-Juchacz-Plakette der Arbeiterwohlfahrt wurde ihr 1974 verliehen.
- Das Hanne-Landgraf-Haus ein Seniorenzentrum der AWO in Grötzingen, erhielt ihren Namen.
- Seit 2005 gibt es in Karlsruhe die Hanne Landgraf Stiftung der AWO Karlsruhe. Schwerpunkt ist die Hilfe für materiell arme Kinder. Die Stiftung will Kindern helfen, ihre sozialen Bezüge zu erhalten, Ausgrenzung zu verhindern. Das Grundkapital wurde aus dem Erlös eines Hauses finanziert, das Landgraf der AWO Karlsruhe geschenkt hatte.